# Reg E. Cathey
Reginald Eurias Cathey, dit Reg E. Cathey, est un acteur américain né le 18 août 1958 à Huntsville (Alabama) et mort le 9 février 2018 à New York.
Il a notamment joué dans des épisodes de séries telles que Star Trek : La Nouvelle Génération, Homicide, Sur écoute, The Corner et Oz, ainsi que dans les films de comédie Pootie Tang et The Mask et le film d'action S.W.A.T..

## Biographie

### Jeunesse
Reginald Eurias Cathey naît à Huntsville en Alabama. Il est le fils de Red Cathey, un colonel de l'armée, et de sa femme, qui était éducatrice. Il passera son enfance en Allemagne de l'Ouest avant de retourner en Alabama quand il était adolescent.
Il est diplômé de la James Oliver Johnson High School, où il a joué dans des pièces telles que Ne tirez pas sur l'oiseau moqueur (To Kill a Mockingbird). Il a ensuite étudié le théâtre à l'université du Michigan et à la School of Drama de l'université de Yale.

### Carrière
Il apparaît aussi dans la série House of Cards de 2013 à 2016 dans le rôle de Freddy Hayes, gérant d'un restaurant de barbecue et confident de l'anti-héros Francis Underwood, pour lequel il obtint le Primetime Emmy Award du meilleur acteur invité dans une série télévisée dramatique en 2015.
Il obtient un rôle dans les deux premières saisons de la série fantastique Outcast, dont il devait également tourner la troisième saison.
Plus récemment, il a joué dans la saison 2 de la série télévisée Luke Cage, où il a été le père du protagoniste principal (Carl Lucas alias Luke Cage). Un in memoriam lui rend hommage à la fin de cette saison (épisode 13) avec comme citation un motto récurrent dans la série : "Forward Always".

### Mort
Reg E. Cathey est mort le 9 février 2018 à New York des suites d'un cancer des poumons.
L'écrivain, journaliste et scénariste américain David Simon annonce sa mort via Twitter le 9 février 2018. Il précise notamment : « Reg Cathey, 1958-2018. Pas seulement un fin et magistral acteur -- mais aussi simplement l’un des êtres humains les plus charmants avec qui j'ai partagé de longues journées en plateau (...). Reg, ton souvenir est une grande bénédiction ».

## Filmographie

### Cinéma
- 1988 : Lui et moi : serveur
- 1988 : Izzy et Sam : chauffeur de taxi
- 1988 : Funny Farm : reporter
- 1989 : Né un quatre juillet : speaker - Syracuse (New York)
- 1989 : Penn & Teller Get Killed : ami du fan
- 1990 : Quick Change : analyste sonore
- 1990 : Loose Cannons : Willie
- 1990 : Astonished : Wayne
- 1991 : Quoi de neuf Bob? : Howie, 'Good Morning America' Director
- 1994 : The Hard Truth : policier qui tire
- 1994 : Radio Rebels : Marcus
- 1994 : Trou de mémoire : premier policier
- 1994 : The Mask : Freeze
- 1994 : Danger immédiat : sergent-major
- 1995 : Tank Girl : Deetee
- 1995 : Napoléon en Australie : Frog (voix)
- 1995 : Seven : Dr Santiago
- 1997 : Ill Gotten Gains : Nassor
- 2001 : Pootie Tang : Dirty Dee
- 2000 : American Psycho : Al, l'épave
- 2003 : S.W.A.T. : lieutenant Greg Velasquez
- 2003 : A Good Night to Die : Avi
- 2003 : Président par accident : officier Waters
- 2004 : The Machinist : Jones
- 2004 : The Cookout de  Lance Rivera : Frank Washington
- 2004 : Men Without Jobs : M. Morgan
- 2004 : Everyday People : Akbar
- 2006 : 508 Nelson : Frank Harmon
- 2008 : Patsy : Dr Joshua
- 2008 : 20 Years After : Samuel
- 2011 : My Last Day Without You : pasteur Johnson
- 2012 : Arbitrage : Earl Monroe
- 2012 : Sampling (court métrage) : Leonard
- 2012 : The Normals : Rodney
- 2014 : St. Vincent : Gus
- 2014 : La Voie de l'ennemi : superviseur Jones
- 2014 : Nasty Baby : l'évêque
- 2014 : Sweet Kandy : Curtis Coleson
- 2015 : Hands of Stone de  Jonathan Jakubowicz : Don King
- 2015 : Les 4 Fantastiques : Dr Franklin Storm
- 2018 : Tyrel

### Télévision

#### Téléfilms
- 1984 : A Doctor's Story de Peter Levin : Richie
- 1991 : Eyes of a Witness de Peter R. Hunt : procureur
- 1992 : Fool's Fire de Julie Taymor : ministre Gunther
- 1993 : Les Soldats de l'espérance (And the Band Played On) de Roger Spottiswoode : Docteur personnel n° 2
- 1995 : Mike Tyson, l'histoire de sa vie (Tyson) d'Uli Edel : avocat Winston
- 2000 : Homicide de Jean de Segonzac
- 2001 : Boycott de Clark Johnson : E. D. Nixon
- 2009 : Une aventure New-Yorkaise d'Olivier Lécot : Marcus
- 2016 : La Vie immortelle d'Henrietta Lacks (The Immortal Life of Henrietta Lacks) de George C. Wolfe : Zakariyya Lacks

#### Séries télévisées
- 1987 : Spenser (Spenser: For Hire) (saison 2, épisode 21 : The Man Who Wasn't There) : Shepard
- 1987 - 1992 : Square One TV (24 épisodes) : divers personnages
- 1990 : Great Performances (épisode 311 : Hamlet) : Guildenstern
- 1993 : Star Trek : La Nouvelle Génération (Star Trek: The Next Generation) (saison 6, épisode 13 : A Quiel) : Morag
- 1994 : Roc (saison 3, épisode 18 : The Concert) : Fred
- 1996 : Urgences (Emergency Room) (saison 2, épisode 21 : Tourner la page) : inspecteur des affaires internes David Haskell
- 1997 - 1998 : Arliss (Arli$$) : Alvin Epps
  - (saison 2, épisode 9 : Ouvrir grand ses oreilles)
  - (saison 3, épisode 11 : The American Game)
  - (saison 3, épisode 13 : His Name Is Arliss Michaels)
- 1998 : Homicide (Homicide: Life on the Street) (saison 6, épisode 18 : Le Champion) : Bernard Weeks
- 2000 : The Corner (mini-série) : Scalio
- 2000 - 2003 : Oz (8 épisodes) : Martin Querns
- 2002 : New York, section criminelle (Law and Order: Criminal Intent) (saison 2, épisode 3 : La chair est faible) : professeur Roland Sanders
- 2004 : The Jury (saison 1, épisode 3 : Épouse par correspondance) : M. Grove
- 2004 : New York, police judiciaire (Law and Order) (saison 14, épisode 11 : La Loi de la jungle) : Gerald
- 2005 : New York 911 (Third Watch) (saison 6, épisode 19 : Racines) : Jaime Castro
- 2006 - 2008 : Sur écoute (The Wire) (23 épisodes) : Norman Wilson
- 2008 : New York, unité spéciale (saison 10, épisode 7) : Victor Tybor
- 2010 : 30 Rock (saison 5, épisode 3 : Drôle de mixité) : Rutherford Rice
- 2011 : Lights Out (12 épisodes) : Barry K. Word
- 2012 : Person of Interest : Davidson
  - (saison 1, épisode 15 : Vu de l'intérieur)
  - (saison 2, épisode 9 : Mauvais Endroit, mauvais moment)
- 2012 : New York, unité spéciale (saison 13, épisode 23) : Barry Querns
- 2012-2013 : New York, unité spéciale (saison 14, épisodes 1, 2 et 17) : Barry Querns
- 2013 - 2016 : House of Cards (15 épisodes) : Freddy Hayes
- 2013 : Grimm :
  - (saison 2, épisode 21 : Le Jour des morts-vivants) : The Baron
  - (saison 2, épisode 22 : La Nuit des morts-vivants) : The Baron
  - (saison 3, épisode 1 : Le Prince des morts-vivants) : Baron Samedi
- 2014 : The Divide : oncle Bobby
  - (saison 1, épisode 3 : Facts Are the Enemy)
  - (saison 1, épisode 4 : Never Forget)
  - (saison 1, épisode 5 : I'm for Justice)
  - (saison 1, épisode 6 : And the Little Ones Get Caught)
  - (saison 1, épisode 8 : To Whom Evil Is Done)
- 2014 : Banshee : inspecteur Julius Bonner
  - (saison 2, épisode 9 : Retour au pays)
  - (saison 2, épisode 10 : Des balles et des larmes)
- 2014 : Banshee Origins (mini-série) : inspecteur Julius Bonner
  - (saison 2, épisode 3 : Interrogation Part 1)
  - (saison 2, épisode 4 : Interrogation Part 2)
  - (saison 2, épisode 5 : Interrogation Part 3)
- 2015 : The Good wife : juge Aaron Coleman
  - (saison 6, épisode 20 : The Deconstruction)
- 2015 : 
  - Blacklist : le Gardien (saison 3, épisode 16)
- 2016-2017 : Outcast : Giles
- 2018 : Luke Cage : James Lucas
- 2018 : Elementary : Mr Clay (saison 6, épisode 4)

### Jeu vidéo
- 2013 : Star Wars: The Old Republic - Rise of the Hutt Cartel : voix additionnelles

## Voix françaises
| - Philippe Dumond dans (les séries télévisées) : - Sur écoute - 30 Rock - Person of Interest - Elementary - Jean-Michel Martial (*1952 - 2019) dans : - American Psycho - S.W.A.T. unité d'élite - Grimm (série télévisée) - Pascal Renwick (*1954 - 2006) dans : - The Mask - Danger immédiat - Thierry Desroses dans (les séries télévisées) : - Lights Out - House of Cards | - Jean-Bernard Guillard dans (les séries télévisées) : - Outcast - Luke Cage Et aussi - Éric Missoffe dans Quoi de neuf, Bob ? - Antoine Tomé dans Tank Girl - Michel Vigné dans Seven - Frédéric Souterelle dans A Good Night to Die - Saïd Amadis dans The Machinist - Bruno Henry dans Arbitrage - Christian Pélissier dans New York, unité spéciale (série télévisée) - Paul Borne dans Les Quatre Fantastiques |